# Ordre de bataille confédéré de la seconde bataille de Deep Bottom
L'ordre de bataille confédéré de la seconde bataille de Deep Bottom présente les unités et commandants de l'armée confédérée qui ont combattu lors de la seconde bataille de Deep Bottom du 14 au 20 août, 1864 de la guerre de Sécession. L'ordre de bataille unioniste est indiqué séparément

## Abréviations utilisées

### Grade militaire
- Général
- Lieutenant général
- Major général
- Brigadier général
- Colonel
- Lieutenant-colonel
- Commandant
- Capitaine
- Premier lieutenant
- Second lieutenant
- Sgt = Sergent

### Autre
- (b) = blessé
- mb = mortellement blessé
- † = tué
- (PDG) = capturé

## Armée de Virginie du Nord
Général Robert E. Lee

### Infanterie
| Division                                                        | Brigade                                                                                              | Régiments et autres |
| --------------------------------------------------------------- | --- | --- |
| Division de Field, premier corps Major général Charles W. Field | Brigade d'Anderson Brigadier général George T. Anderson                                              | - 7th Georgia Infantry - 8th Georgia Infantry - 9th Georgia Infantry - 11th Georgia Infantry - 59th Georgia Infantry                                                      |
| Division de Field, premier corps Major général Charles W. Field | Brigade de Law Colonel W. F. Perry                                                                   | - 4th Alabama Infantry - 15th Alabama Infantry - 44th Alabama Infantry - 47th Alabama Infantry - 48th Alabama Infantry                                                    |
| Division de Field, premier corps Major général Charles W. Field | Brigade de Gregg Colonel F. S. Bass                                                                  | - 3rd Arkansas Infantry - 1st Texas Infantry - 4th Texas Infantry - 5th Texas Infantry                                                                                    |
| Division de Field, premier corps Major général Charles W. Field | Brigade de Benning Brigadier général Henry L. Benning                                                | - 2nd Georgia Infantry - 15th Georgia Infantry - 17th Georgia Infantry - 20th Georgia Infantry                                                                            |
| Division de Field, premier corps Major général Charles W. Field | Brigade de Bratton Brigadier général John Bratton                                                    | - 1st South Carolina Infantry - 5th South Carolina Infantry - 6th South Carolina Infantry - 2nd South Carolina Rifles                                                     |
| Autres brigades du premier corps                                | Brigade de Wofford, division de Kershaw Colonel Dudley M. Du Bose                                    | - 16th Georgia Infantry - 18th Georgia Infantry - 24th Georgia Infantry - Cobb's (Georgia) Legion - Phillip's (Georgia) Legion                                            |
| Du troisième corps                                              | Brigade de Lane, division de Wilcox Brigadier général James H. Lane                                  | - 7th North Carolina Infantry - 18th North Carolina Infantry - 28th North Carolina Infantry - 33rd North Carolina Infantry - 37th North Carolina Infantry                 |
| Du troisième corps                                              | Brigade de McGowan Brigadier général Samuel McGowan                                                  | - 1st South Carolina Infantry (armée provisoire) - 1st South Carolina Rifles - 12th South Carolina Infantry - 13th South Carolina Infantry - 14th South Carolina Infantry |
| Du troisième corps                                              | Brigade de Girardey, division de Mahone Brigadier général Victor Girardey (†) Colonel William Gibson | - 3rd Georgia Infantry - 22nd Georgia Infantry - 48th Georgia Infantry - 64th Georgia Infantry - 2nd Georgia Infantry Battalion - 10th Georgia Infantry Battalion         |
| Du troisième corps                                              | Brigade d'Archer, division de Heth Colonel R.M. Mayo                                                 | - 13th Alabama Infantry - 1st Tennessee Infantry (Provisional Army) - 7th Tennessee Infantry - 14th Tennessee Infantry                                                    |

### Corps de cavalerie
| Division                                        | Brigade                                                                                         | Régiments et autres                                                                                                 |
| ----------------------------------------------- | ----------------------------------------------------------------------------------------------- | --- |
| Division de W.H.F. Lee Major général W.H.F. Lee | Brigade de Barringer Brigadier général Rufus Barringer                                          | - 1st North Carolina Cavalry - 2nd North Carolina Cavalry - 3rd North Carolina Cavalry - 5th North Carolina Cavalry |
| Division de W.H.F. Lee Major général W.H.F. Lee | Brigade de Beale Brigadier général Richard L. T. Beale                                          | - 9th Virginia Cavalry - 10th Virginia Cavalry - 13th Virginia Cavalry                                              |
| Division de W.H.F. Lee Major général W.H.F. Lee | Brigade de Dearing Brigadier général James Dearing                                              | - 8th Georgia Cavalry - 4th North Carolina Cavalry - 16th North Carolina Cavalry                                    |
| Artillerie à cheval Commandant R. Preston Chew  | - Hart's (South Carolina) Battery - Graham's (Virginia) Battery - McGregor's (Virginia) Battery | |

## Sources
- Trudeau, Noah Andre. The Last Citadel: Petersburg, Virginia June 1864 - April 1865. Boston, Massachusetts: Little, Brown and Company, 1991.  (ISBN 0-316-85327-5).